# Studzienno
Studzienno est une localité polonaise de la gmina de Szczytna, située dans le powiat de Kłodzko en voïvodie de Basse-Silésie.